# Baliganahalli, Malur
Baliganahalli là một làng thuộc tehsil Malur, huyện Kolar, bang Karnataka, Ấn Độ.